# Anna Synoradzka
Anna Synoradzka-Demadre (ur. 1967 w Mikołowie) – polska literaturoznawczyni pracująca we Francji, znawczyni twórczości Jerzego Andrzejewskiego, autorka książek i artykułów poświęconych pisarzowi.
Doktoryzowała się na Uniwersytecie Jagiellońskim. Od roku 2001 mieszka we Francji, gdzie jest adiunktem w sekcji polskiej Uniwersytetu w Lille, gdzie uczy języka oraz literatury polskiej.
Jest także malarką. Wystawy malarskie: 2007 Clermont Ferrand, 2012 Norymberga.

## Wydane książki
- Andrzejewski, Wydawnictwo Literackie, 1997
- Przyczynek do biografii prywatnej Jerzego Andrzejewskiego, Warszawa, Krytyka Polityczna, 2012

Jej dziełem jest także wstęp i przypisy do krytycznego wydania Miazgi Andrzejewskiego (seria Biblioteka Narodowa, Ossolineum, Wrocław, 2002).